# Lecithaster gibbosus
Lecithaster gibbosus är en plattmaskart. Lecithaster gibbosus ingår i släktet Lecithaster och familjen Hemiuridae. Inga underarter finns listade i Catalogue of Life.